# Jantok
Jantok is een bestuurslaag in het regentschap Kediri van de provincie Oost-Java, Indonesië. Jantok telt 2262 inwoners (volkstelling 2010).